# Methylrood
Methylrood is een organische verbinding met als brutoformule C15H15N3O2. De stof komt voor als een donkerrood kristallijn poeder.

## Synthese
Methylrood wordt bereid door middel van een diazoniumkoppeling. Daartoe wordt de aminogroep van antranilzuur met natriumnitriet en waterstofchloride omgezet in een diazoniumgroep. Vervolgens wordt dit diazoniumzout met N,N-dimethylaniline omgezet in methylrood:

## Toepassingen
In de analytische scheikunde wordt de stof gebruikt als pH-indicator om bij een zuur-basetitratie het equivalentiepunt te bepalen. Het omslaggebied van methylrood ligt tussen 4,4 en 6,2 (overgang van rood naar geel):
| |
| Kleurovergang van een oplossing van methylrood in zuur (links), neutraal (midden) en basisch (rechts) milieu. |

Omdat de stof zeer intens gekleurd is, wordt de stof als oplossing in het laboratorium gebruikt. Twee of drie druppels van de oplossing zijn voldoende om een volume van ongeveer 100 mL van een goed zichtbare kleur te voorzien, ook de omslag van de basische naar de zure kleur (of ondersom) is met deze hoeveelheid goed waarneembaar. Standaard wordt een oplossing van methylrood bereid in een mengsel van ethanol en water.